# Siliștea Crucii
Siliștea Crucii est une commune roumaine située dans le județ de Dolj.